# Zoo der Minis
Koordinaten: 50° 34′ 56,9″ N, 12° 42′ 40,7″ O
Der Zoo der Minis ist ein zoologischer Garten in der erzgebirgischen Stadt Aue-Bad Schlema. Er ging 1991 aus dem 1960 von einem Lehrer eröffneten Tiergarten hervor und hat sich auf die Haltung, Züchtung und Darbietung von besonders kleinen Tierarten spezialisiert. Leiterin der Einrichtung ist die Biologin Bärbel Schroller (* 1967 in Aue).

## Geschichte
Als nach der Wende die Frage der Finanzierung von kommunalen Einrichtungen wichtig wurde, kam die gerade frisch berufene Tierpark-Direktorin Bärbel Schroller auf den Gedanken, in dem früheren Tiergarten nur noch kleinste Tierrassen zu halten und zu züchten: diese benötigen weniger Platz, weniger Futter und sind dennoch für Besucher attraktiv. Die Stadtverwaltung Aue unterstützte diese Idee und gründete einen Verein, der die Anlage seither betreibt. Schrittweise konnten dann die ersten Mini-Tiergruppen angeschafft werden, teilweise auch finanziert durch den Verkauf der Normalbestände. Die ersten Tierzwerge waren Minischweine, es folgten Mini-Hirsche und Mini-Karakale.

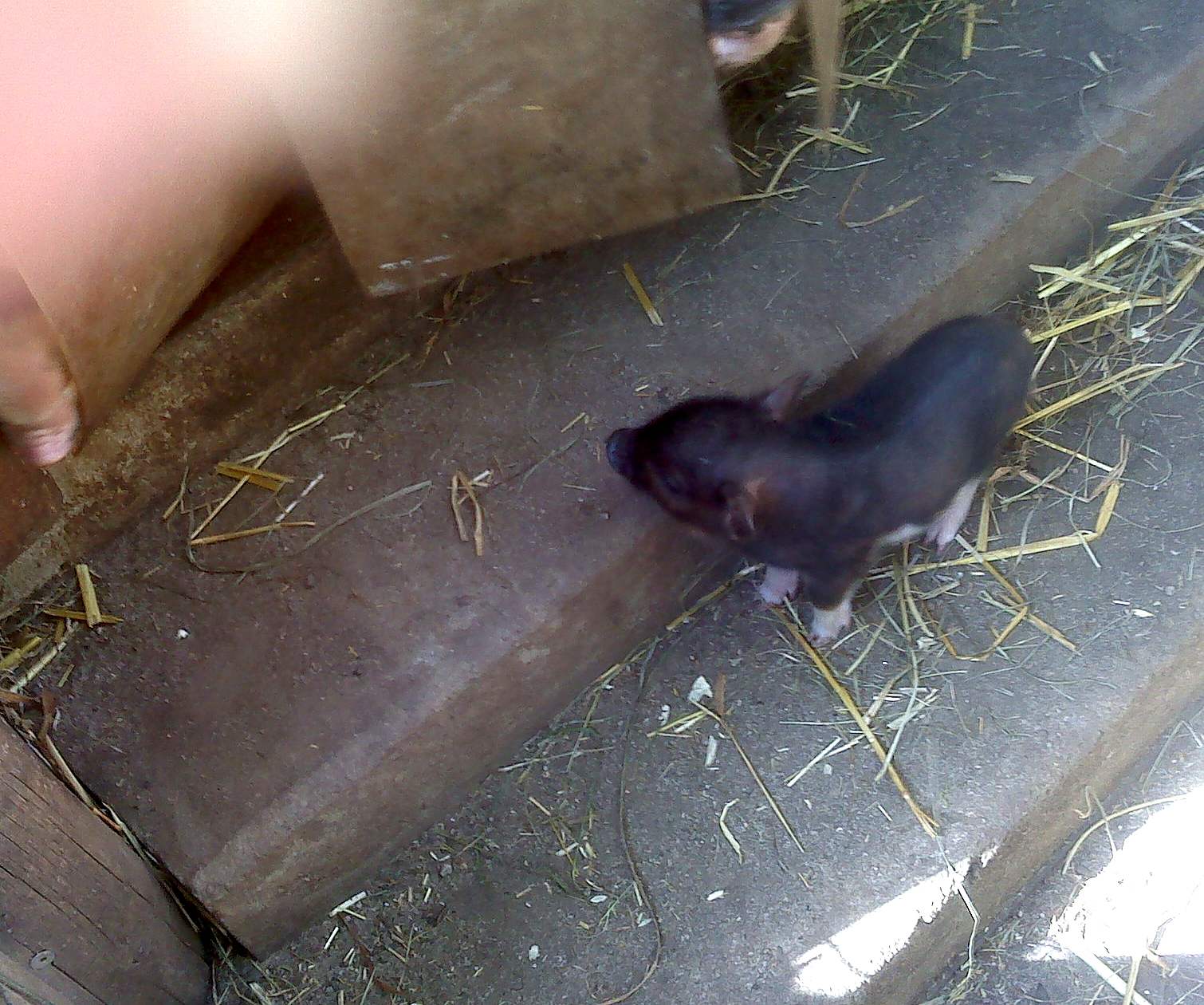
Minischweinchen-Ferkel, im Jahr 2012 im Auslauf fotografiert

Die zunehmende Attraktivität dieses besonderen Tiergartens dokumentieren unter anderem die Besucherzahlen; im Jahr 2015 wurden 57.000 Besucher gezählt, im Jahr davor waren es rund 55.000.
Ende des Jahres 2017 gab die Leitung erstmals einen Jahres-Bildkalender über den Zoo der Minis heraus. Dieser konnte und kann online oder an der Kasse sowie in der Buchhandlung Bücherwelt Schwarzenberg erworben werden.
Im Frühjahr 2018 waren in dem Zoo mehr als 400 Tiere vertreten, darunter alle weltweit kleinsten Haustierrassen und viele sehr seltene Miniformen aus der Wildnis. Um den Zoobesuch auch für Familien attraktiv zu gestalten, gibt es im Areal einen Spielplatz sowie einen Krabbel- und Streichelzoo. Nach Voranmeldung richten die Mitarbeiter auch Kindergeburtstagsfeiern aus.
Im Herbst 2020 konnte ein neu gebautes Gehege in Benutzung genommen werden, das von den Mitarbeitern des Zoos errichtet und vom Förderverein unterstützt worden war. Es sollte fünf Buschschliefer aufnehmen, die ein großer Zoo abgeben wollte. Doch kurz vor der Abholung waren die Tiere plötzlich dort verschwunden. Der Zooleitung gelang es, dafür ein Pärchen Prevost-Hörnchen (Unterart Rafflesi) aus NRW ersatzweise einzusetzen. Diese kleinen Nager werden nur in sechs deutschen Zoos gehalten.
Im Jahr 2022 wurde die engagierte Arbeit der Zooleitung und ihrer vier Mitarbeiter durch die Auszeichnung Siebt-bester Zoo Deutschlands öffentlich anerkannt. Als Schwerpunkte werden unter anderem gewertet Artenschutz, Medienpräsenz, Familienfreundlichkeit.
Am 31. März 2023 gab Christian Schroller sein Amt als (Mit-)Zoodirektor aus Gesundheitsgründen ab und legte die Verantwortung in die Hand seiner Frau.

## Besonderheiten

### Zu einzelnen Tieren
Immer wieder berichtet die Auer Stadtverwaltung über besonders seltene oder kaum bekannte Mini-Tiere in dieser Einrichtung, beispielsweise diese:
- Im Juli 2017 erhielt der Zoo ein Mauswiesel aus einer Bremer Wildtierauffangstation. Die als „kleinste Raubtiere der Welt“ bezeichneten Säugetiere werden in keinem weiteren Zoo Deutschlands gehalten. Das hier ab 20. Juli der Öffentlichkeit präsentierte Tier erhielt den Namen Merle, ist zwölf Zentimeter lang (ohne Schwanz) und wiegt 60 Gramm.[8]
- Ostern 2018 wurden den Besuchern erstmals zwei Azara-Agutis vorgestellt. Die Meerschweinchenverwandten leben ursprünglich in Südamerika. Das Azara-Aguti, wegen seines grünlich schimmernden Fells auch Grünaguti genannt, gehört mit etwa zwei Kilogramm Körpergewicht zu den kleinsten Agutiarten.[9]

### Gestaltung und Feste in der Anlage

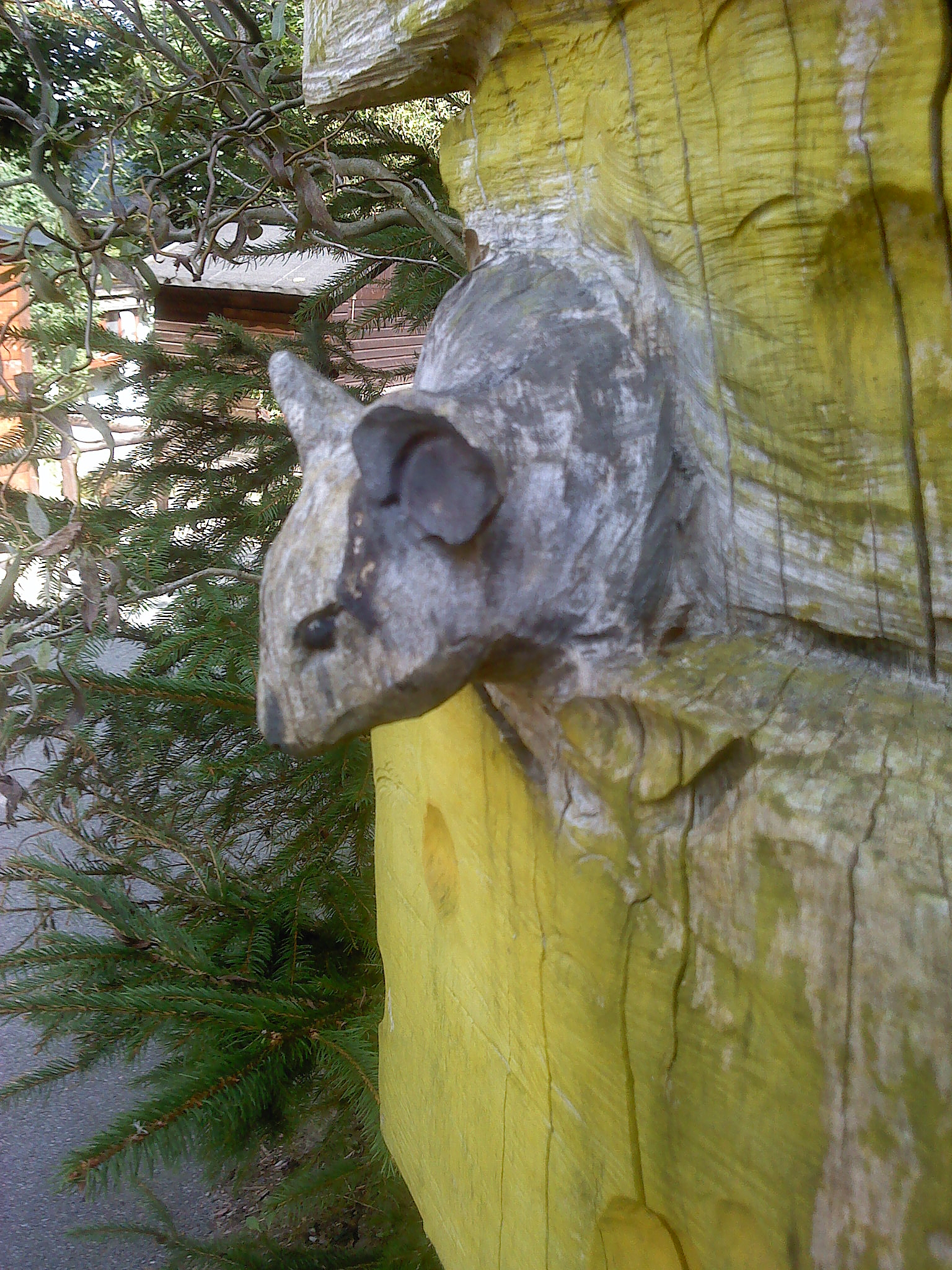
Geschnitzter Mauskopf im ZdM

Die Wegweiser an den am Hang entlangführenden Besucherpfaden sind mit hölzernen oder steinernen Tierfiguren geschmückt, wie im Foto zu sehen.
Seit Anfang der 2000er Jahre veranstaltet der Betreiberverein in Zusammenarbeit mit der Stadtverwaltung Aue jährlich am letzten Sonntag im Mai ein Tierparkfest.

### Finanzierungshilfen
Im Spätherbst 2018 hat der Minizoo-Förderverein von über 60 Gewerbetreibenden aus der Region einen Spendentrichter mit Pavillon gesponsert bekommen. Die Besucher nehmen diese Möglichkeit reichlich wahr; die mithilfe dieses Spendentrichters eingesammelten Gelder fließen unmittelbar in die Erhaltung der Zooanlagen.

### Reaktion auf die Pandemie
Im Zusammenhang mit der COVID-19-Pandemie im Jahr 2020 musste der Zoo am 17. März für Besucher schließen. Die Freunde und Mitarbeiter haben aber eine gute Lösung gefunden, um alle Interessenten der Zooanlage zeitnah und sehr unterhaltsam zu informieren: Auf Facebook wurden täglich kleine Videos und Geschichten gepostet. Zusätzlich wurde kurzfristig ein online-Shop für Souvenirs eingerichtet, beispielsweise kann mit einem Einkauf im Plüschtierzoo der Förderverein unterstützt werden.

## Zwergtiere im Zoo der Minis (Auswahl)
- Alpaka. Im ZdM leben im Jahr 2021 vier ausgewachsene Tiere und ein Fohlen. Sie werden einmal jährlich geschoren und ihre Wolle findet vielfache Verwendung.[14]
- Afrikanischer Miniesel (Equus africanus asinus), ist im ZdM mit einer Stute (Sophy) und ihrem Hengstfohlen (Chucko) vertreten. Das Jungtier wurde am 30. August 2021 geboren, der Eselvater ist bereits gestorben.[15]
- Appaloosa-Mini-Stute, die seit 2019 im Zoo der Minis lebt, hat einen Fohlen-Hengst geboren. Dieser zeigt die schöne und sehr seltene Färbung Fuchstiger, die charakteristischen Punkte sind hier rot und nicht wie bei der Mutter schwarz.[16]
- Azara-Aguti
- Chinesischer Leopard[17][18]
- Formosa-Zwergmuntjak[19]
- Ginsterkatze[20]
- Göttinger Minischwein[21]
- Hahns Zwergara
- Salzkatze, im ZdM seit 2005 gehalten; im Sommer 2021 kam mit Maya eine weitere Vertreterin der ehemals vom Aussterben bedrohten Art hinzu. Haltung und Handel sind nach dem europäischen Artenschutzprogramm (Kategorie A) verboten, nur durch Teilnahme am Europäischen Erhaltungszuchtprogramm für diese Tierart konnte der Auer Mini-Zoo das Tier erwerben.[22]
- Kurzkopfgleitbeutler (Sugar Glider)
Für diese Tierart hat der Sänger Dieter Birr von den Puhdys anlässlich seines 75. Geburtstages von seinem Fanclub eine Tierpatenschaft geschenkt bekommen[23]
- Kurzohrrüsselspringer[24]
Seit 2010 hier gehalten. Obwohl diese Tiere nur schwer zur Paarung zu bewegen sind, haben sie im September 2018 und am 15. April 2021 wieder Nachwuchs bekommen. – Bereits mehrere Nachzuchten konnten in den vergangenen Jahren an andere Zoos weitergegeben werden.[25]
- Mauswiesel, dieser Schrecken aller Mäuse war in Aue bisher nur durch das Weibchen Merle vertreten, das in der Wildtieraufzuchtstation Vechta, Niedersachsen, als mutterloses und verletztes Tier aufgezogen worden war. Es kam 2017 nach Aue, im September 2020 kam das Männchen Finn hinzu. Das stammt von den Frettchenfreunden Chemnitz und Umgebung, die es gepflegt und  aufgepäppelt hatten. Zum Auswildern nicht geeignet, kam Finn zum Tag der deutschen Einheit als Partner in das Gehege von Merle. So wurden West und Ost hier im Tiergarten symbolisch ebenfalls vereinigt.[26]
- Mini-Shetland-Pony[27]
- Ouessantschaf,
unter anderem zwei 2018 geborene Böckchen[28]
- Zwergmara (Kleiner Pampashase). Der ZdM hatte 2017 ein Pärchen dieser Tiere aus einer Beschlagnahme erhalten. Das Weibchen verstarb aber; nun bekam die Zooleitung aus dem Zoo Neuwied ein weibliches Jungtier, das im gleichen Gehege untergebracht wurde.[29]
- Strauchratte, Heimat Chile[30]
- Suri-Alpaka, am 16. April 2021 hat die Stute Lima ein Hengstfohlen auf die Welt gebracht, das den Namen Puno erhielt.[31]
- Weißbüschelaffe[32]
- Wüstenfuchs[32]
- Zwergkanadagans
- Zwergotter
- Zwergseidenäffchen[33]
- Zwergtaggecko, türkis- bzw. himmelblau 
Am 28. Dezember 2018 ist das erste nur zwei Zentimeter lange Jungtier eines Geleges geschlüpft. Die gesamte Art ist in der freien Natur (wo sie nur auf etwa vier Quadratkilometern im Naturreservat des Kimboza-Forest (Tansania) vorkommen) vom Aussterben bedroht.[34]

## Trivia
Im April 2020 wurde im Gelände der Tierparkanlage ein 200 kg schwerer Elefant in Lebensgröße platziert. Er entstand in der Vorbereitung zum Tag der Sachsen, der wegen der Corona-Pandemie abgesagt werden musste, aus GFK und sollte das bekannte Wahrzeichen der Wellnerschen Besteckfabrik beim Umzug verkörpern. Die Herstellung konnte nicht mehr gestoppt werden. Es wird erwogen, nach der Restaurierung der denkmalgeschützten Wellner-Fabrik den Elefanten im dortigen Eingangsbereich aufzustellen.

## In den Medien
Einige Fernsehaufnahmen im ZdM:

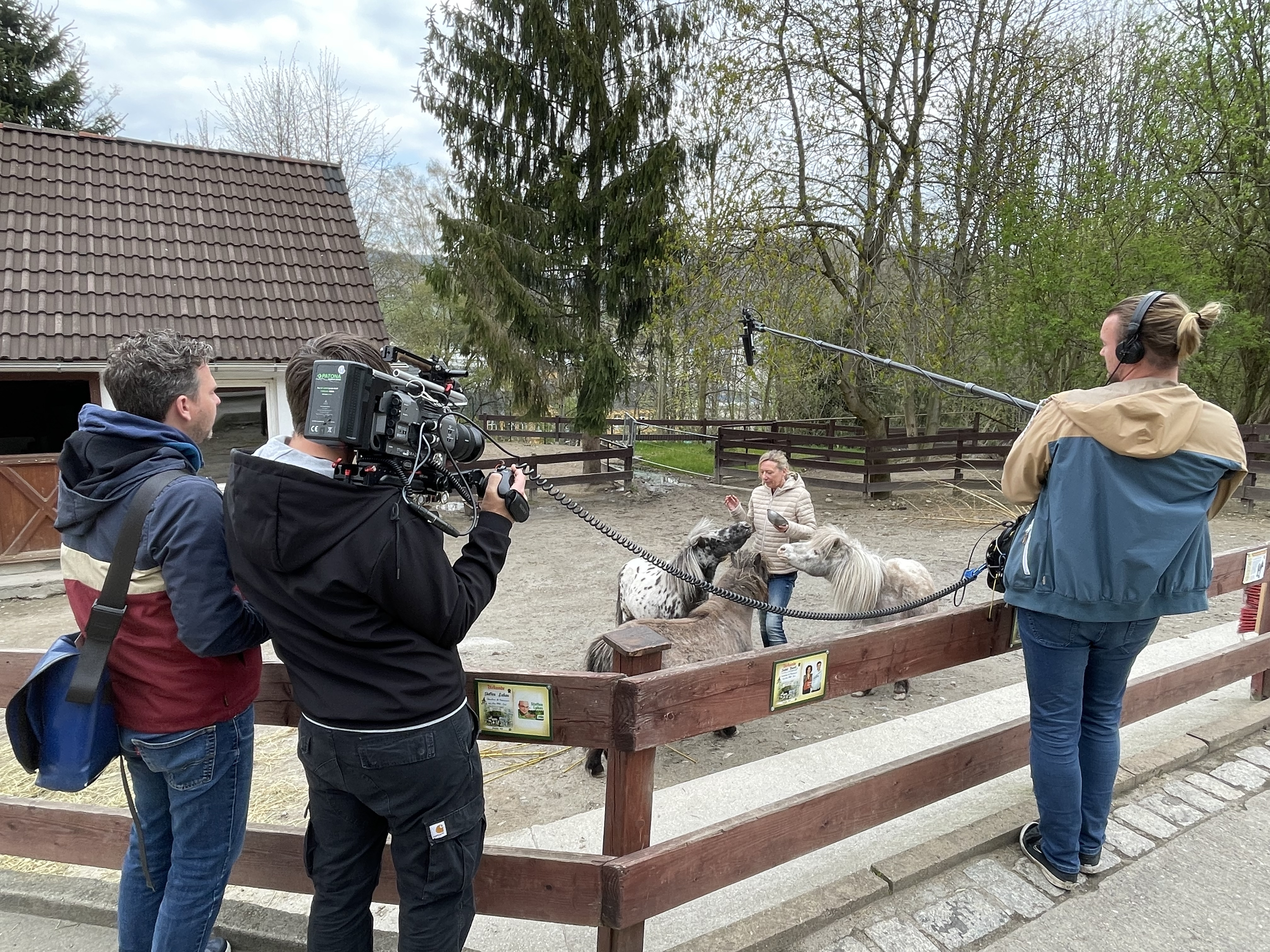
Fernsehaufnahmen im April 2022: Zoo-Chefin im Gehege der Minipferde

- Ein Kamerateam von Vox begleitete im Jahr 2011 etliche Aktionen des Mini-Zoos und schnitt das Material dann zu der Dokumentation Menschen, Tiere und Doktoren zusammen.[36]
- Im Jahr 2015 fanden Dreharbeiten zur Fernsehserie Terra X im Auer Mini-Zoo statt.[37]
- Für die Sendung Damals war’s im MDR am 11. Juni 2022 und für das am 18. Juni 2022 ausgestrahlte Das große Deutschland-Quiz; für Letzteres drehte ein Kamerateam des ZDF einige Filmchen mit ausgewählten Tieren wie dem Mauswiesel. Zu sehen waren die Szenen in der Kategorie Groß und Klein.
- Der Sender Radio Erzgebirge führte mit Bärbel Schroller vier Interviews, die in der Audiothek abrufbar sind.[38]

## Veröffentlichung
- Bärbel Schroller: Vier Pfoten und ein Job. Ein Terrier schreibt Zoogeschichte(n), Arrival-Verlag, 2004, ISBN 3-936997-30-6.